# جزایر برادر شمالی و جنوبی (نیویورک)
جزایر برادر شمالی و جنوبی یک جفت جزیرهٔ کوچک هستند که در رودخانهٔ شرقی نیویورک، بین برانکس و جزیرهٔ ریکرز قرار دارند.
جزیرهٔ برادر شمالی، زمانی محل بیمارستان ریورساید بود که برای قرنطینهٔ بیماران استفاده می‌شد؛ اما اکنون خالی از سکنه است. این جزایر مدت‌ها تحت مالکیت خصوصی بودند، اما در ۲۰۰۷ میلادی، توسط دولت فدرال و بودجهٔ شرکت Trust for Public Land (سازمانی غیرانتفاعی با مأموریت ایجاد پارک‌های عمومی و محافظت از زمین‌ها برای مردم) خریداری شد. هر دو جزیره به شهر نیویورک سپرده شدند، اما در حال‌حاضر به عنوان پناهگاهی برای پرندگان آبی تعیین شده‌اند.
بر اساس گزارش ادارهٔ بوستان‌ها و تفریح شهر نیویورک، که بر جزایر نظارت دارند، جزیرهٔ برادر شمالی حدود ۲۰ جریب (۸ هکتار) زمین، و جزیرهٔ برادر جنوبی حدود ۶ جریب (۲/۴ هکتار) زمین دارد.
دسترسی عمومی به جزیره ممنوع است، اما گاهی به محققان و روزنامه‌نگاران اجازهٔ ورود به جزیره داده می‌شود. یکی از کارکنان ادارهٔ بوستان‌ها، بازدیدکنندگان را مشایعت و محافظت می‌کند.

## تاریخچه

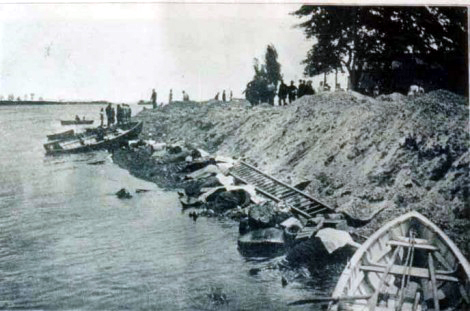
اجساد کشتی بخار ژنرال اسلوکام در ساحل جزیره برادر شمالی، ۱۹۰۴

هر دو جزیره در ۱۶۱۴ میلادی، تحت مالکیت کمپانی هند غربی هلند قرار داشتند و در اصل (به هلندی: De Gesellen) نامیده می‌شدند که به انگلیسی، «برادران» ترجمه شده است. یک منبع بیان می‌کند که این جزایر، توسط دریانورد و کاشف هلندی آدریائن بلاک نام‌گذاری شده‌اند.
در اواخر دههٔ ۱۶۰۰، جزایر متعلق به بریتانیایی‌هایی بود که این منطقه را اشغال کرده بودند. در ۱۶۹۵ دولت، هر دو جزیره را به جیمز گراهام اعطا کرد. اما گراهام تلاشی برای توسعهٔ جزایر نکرد.
جزایر برادران شمالی و جنوبی، در ابتدا بخشی از شهرستان کویینز بودند. در ۸ ژوئن ۱۸۸۱، جزیرهٔ برادر شمالی به محلی که در آن زمان بخشی از کلان‌شهر نیویورک بود و بعدها به برانکس تبدیل شد، منتقل شد. در ۱۶ آوریل ۱۹۶۴ جزیرهٔ برادر جنوبی به برانکس منتقل شد.

### جزیرهٔ برادر شمالی

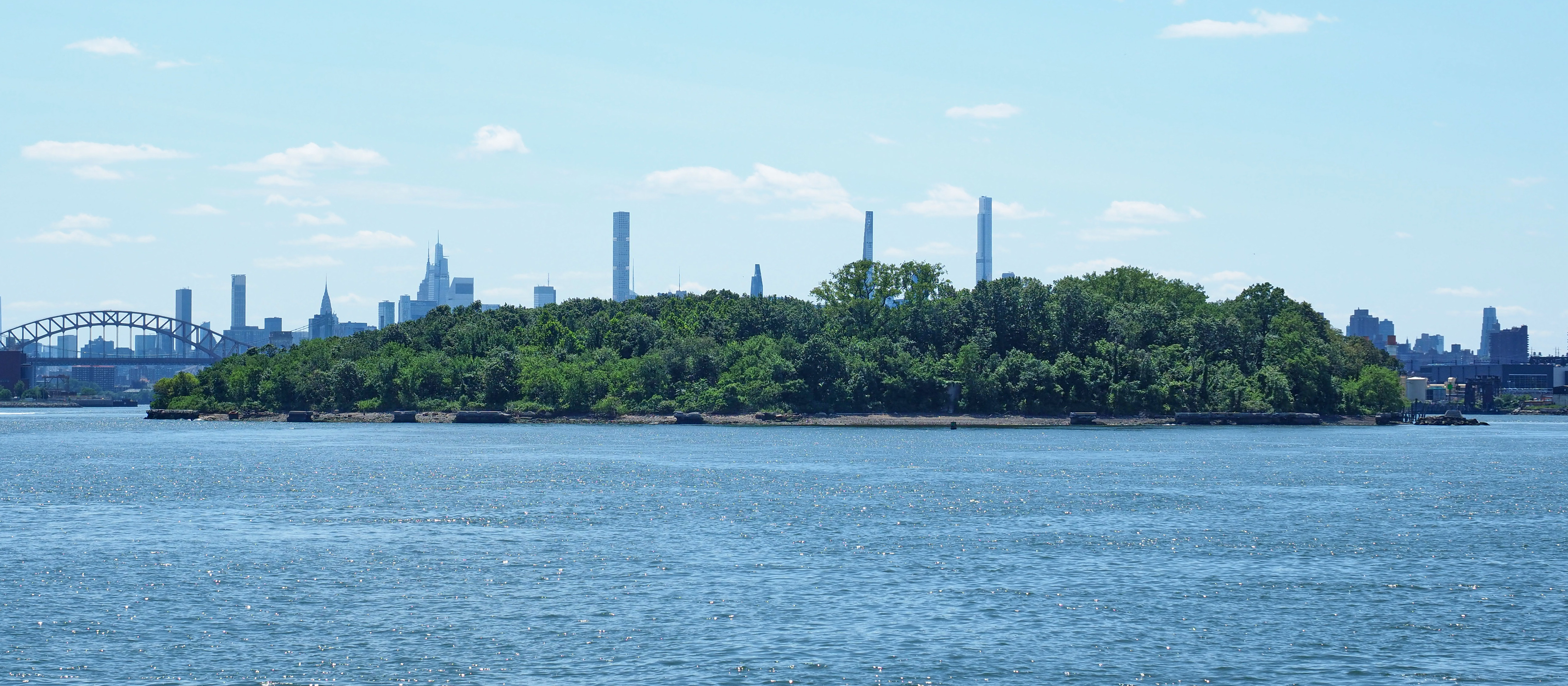
جزیره برادر شمالی از منظر پارک بارتو پوینت (برانکس)

اگر در ۱۸۶۹ در شمال جزایر یک فانوس دریایی ساخته شد، اما این مکان تا سال ۱۸۸۵ خالی از سکنه بود. در اواسط دههٔ ۱۸۸۰ بیمارستان ریورساید از جزیرهٔ بلک‌ول (به انگلیسی: Blackwell's Island) که اکنون به عنوان جزیرهٔ روزولت شناخته می‌شود، به آنجا منتقل شد. بیمارستان ریورساید در دههٔ ۱۸۵۰ به عنوان مرکزی برای درمان آبله و ایزوله کردن قربانیان آن بیماری تأسیس شد. مأموریت آن در نهایت به سایر بیماری‌هایی که نیاز به قرنطینه داشتند، مانند حصبه و سل گسترش یافت. در طول همه‌گیری فلج اطفال سال ۱۹۱۶، ریورساید بیماران زیادی را درمان کرد.
مانند دروازه ساحلی، قدیمی‌ترین ساختمان در ۱۸۸۵ ساخته شد. و آخرین ساختمانی که تأسیس شد، اقامتگاه بیماران سل بود که در ۱۹۴۳ افتتاح شد. به دلیل سهولت دسترسی به واکسن سل و افزایش استفاده از آن پس از ۱۹۴۵، این اقامتگاه طی یک دهه منسوخ شد.
این جزیره محل غرق شدن کشتی بخار ژنرال اسلوکام بود که در ۱۵ ژوئن ۱۹۰۴ در آتش سوخت. ۱۰۲۱ نفر یا بر اثر آتش‌سوزی در کشتی یا غرق شدن، قبل از اینکه کشتی در سواحل جزیره بنشیند، جان باختند.
مری مالون، که به عنوان مری حصبه هم شناخته می‌شود، بیش از دو دهه در جزیره محبوس بود تا اینکه در نوامبر ۱۹۳۸ به علت سکته مغزی در آنجا درگذشت. او اولین شخصی است که در ایالات متحده به عنوان حامل بیماری شناخته شد و به خاطر نقشش در همه‌گیری حصبه در شهر نیویورک در ۱۹۰۶، به «مری حصبه» معروف شد. محققان تخمین می‌زنند که مالون حداقل یکصد و بیست و دو نفر از جمله پنج کشته را آلوده کرده است.
بر اساس مقاله‌ای در مجلهٔ اسمیتسونیان، نیاز به بیمارستانی برای قرنطینه در یک مکان دورافتاده، در دههٔ ۱۹۳۰ کاهش یافته بود؛ زیرا پیشرفت‌های بهداشت عمومی، نیاز به قرنطینهٔ تعداد زیادی از افراد را کاهش داد.
پس از جنگ جهانی دوم، این جزیره جانبازان جنگی را که دانشجوی کالج‌های محلی بودند را در خود جای داد. پس ار کاهش کمبود مسکن در سراسر کشور، این جزیره دوباره تا دههٔ ۱۹۵۰ متروک شد. پس از آن، مرکزی برای درمان نوجوانان معتاد به مواد مخدر، در جزیره افتتاح شد. این مرکز ادعا کرد که برایس اولین بار، امکانات درمانی، توانبخشی و آموزشی را به مجرمان جوان مواد مخدر ارائه می‌دهد. معتادان به هروئین را در این مرکز، تا زمانی که پاک شوند، در اتاقی حبس می‌کردند. بسیاری از آن‌ها مدعی بودند که برخلاف میل خود بازداشت شده‌اند. فساد کارکنان و هزینه‌ها باعث شد این مرکز در ۱۹۶۳ برای همیشه تعطیل شود. گفته می‌شود این مرکز، الهام‌بخش نمایشنامهٔ آیا یک ببر کراوات می‌زند؟ بوده است که سال ۱۹۶۹ در برادوی اجرا شد و به شناخته شدن آل پاچینو کمک کرد.
از اواسط دهه ۱۹۶۰، شهرداران نیویورک کاربردهای مختلفی را برای این جزیره در نظر گرفتند و به عنوان مثال، جان لیندسی شهردار وقت نیویورک، پیشنهاد فروش آن را داد و اد کاچ، دیگر شهردار نیویورک، فکر کرد می‌توان آن را به مسکنی برای بی‌خانمان‌ها تبدیل کرد. همچنین در نظر داشتند، زندان واقع شده در جزیرهٔ ریکرز را، در این جزیره گسترش بدهند.
اکنون این جزیره پناهگاهی برای حواصیل‌ها و دیگر پرندگان ساحلیِ در حال حرکت است. همچنین در حال‌حاضر متروکه و برای بازدید از آن برای عموم ممنوع است. بیشتر ۲۵ ساختمان اصلی هنوز پابرجا هستند و مراحل مختلف فرسودگی را طی می‌کنند. از این رو، مجوزهای بازدید فقط برای «اهداف علمی قانع کننده» صادر می‌شوند. برخی از ساختمان‌ها در معرض خطر ریزش قرار دارند. همچنین جنگل انبوهی، ساختمان‌های ویران شدهٔ بیمارستان را از نظر پنهان نگه داشته است. در اکتبر ۲۰۱۴، مارک لوین، عضو شورای شهر نیویورک و رئیس کمیته پارک‌های شورای شهر، هیئتی را برای بازدید از جزیره رهبری کرد. و پس از آن، تمایل خود را برای باز کردن جزیره به صورت محدود اعلام کرد. در اکتبر ۲۰۱۶، مجله نیویورک گزارش داد که این شورا به دانشکدهٔ طراحی دانشگاه پنسیلوانیا، طرحی در مورد چگونگی تبدیل جزیره به پارک، با دسترسی کنترل شده توسط عموم، سفارش داده است.
در ۲۰۱۶، مدیر اجرایی خانه تاریخی تراست هشدار داد که به دلیل خرابی ساختمان‌ها و سوراخ‌های ایجاد شده در آن‌ها، خطرات زیادی وجود دارد. علاوه بر حل آن مشکلات، نیاز به وجود یک اسکله هم احساس می‌شد. به‌طور کلی، به نظر می‌رسد که هزینهٔ بسیار زیادی می‌طلبد و به همین‌خاطر، تابحال هیچ گام واقعی و مؤثری تاکنون برداشته نشده است.
در ۲۰۱۷، جاش رابین، گزارشگر کانال NY1 اجازه یافت از جزیرهٔ شمالی بازدید کند. او گزارشی ویدیویی منتشر کرد که شامل برخی از ساختمان‌های متروکه بود. همچنین در ۲۰۱۷، شبکه تلویزیونی ساینس یک قسمت از سریال What on Earth را در این جزیره فیلمبرداری کرد. روزنامه‌نگار دیو موشر، خدمه را همراهی کرد و همچنین گزارش و عکس‌های ثابتی از ساختمان‌ها و محیط منتشر کرد. در این گزارش آمده است که جزیره هم «وهم‌آور» و هم «زیبا» است، اما افزود که بیشتر ساختمان‌ها ناامن هستند و پیچک سمی در همه‌جا مشکل‌ساز است.
- کایاک سوار در جزیره برادر شمالی، با خانه سرایدار در حال خراب در پس زمینه.
- خرابه های اسکله کشتی در جزیره برادر شمالی.
- کارخانه‌ی قدیمی در جزیره برادر شمالی.

### جزیرهٔ برادر جنوبی
در اواسط قرن ۱۹؛ آلفرد وایت، که مسئول بهداشت عمومی شهر بود، از جزیرهٔ برادر جنوبی به عنوان اولین زباله‌دان شهر استفاده کرد. به طوری که برای پاکسازی شهر (فقط منهتن و جزایر آن)، زباله، کود، احشام و لاشه را به آنجا می‌فرستادند. با اینحال، این جزیره تنها حدود نیم مایل از برانکس و املاک روستایی ثروتمندان شهر، مانند ویلیام لیگت و جیکوب لوریلارد، که هر دو از تاجران تنباکو بودند، فاصله داشت. همچنین به اندازهٔ کافی به روستاهای ساحلی کویینز نزدیک بود که برای آن‌ها مضر باشد. سرانجام دادگاه عالی کویینز متقاعد شد که تخلیهٔ زباله در جزیره متوقف بشود.
جاکوب روپرت، مالک اولیهٔ نیویورک یانکیز، خانه‌ای تابستانی در جزیره داشت که در ۱۹۰۹ در آتش سوخت. از آن زمان تاکنون هیچ‌کس در جزیره زندگی نکرده است و هیچ سازه‌ای نیز وجود ندارد. راپرت تا اواخر دهه ۱۹۳۰ مالک این جزیره بود و در ۱۹۴۴ نیز توسط جان گروسا، رئیس شرکت «تأمین سقف شهری» خریداری شد. او گفت قصد دارد کلبه‌هایی برای کارمندان بسازد، اما هرگز ساخته نشدند.

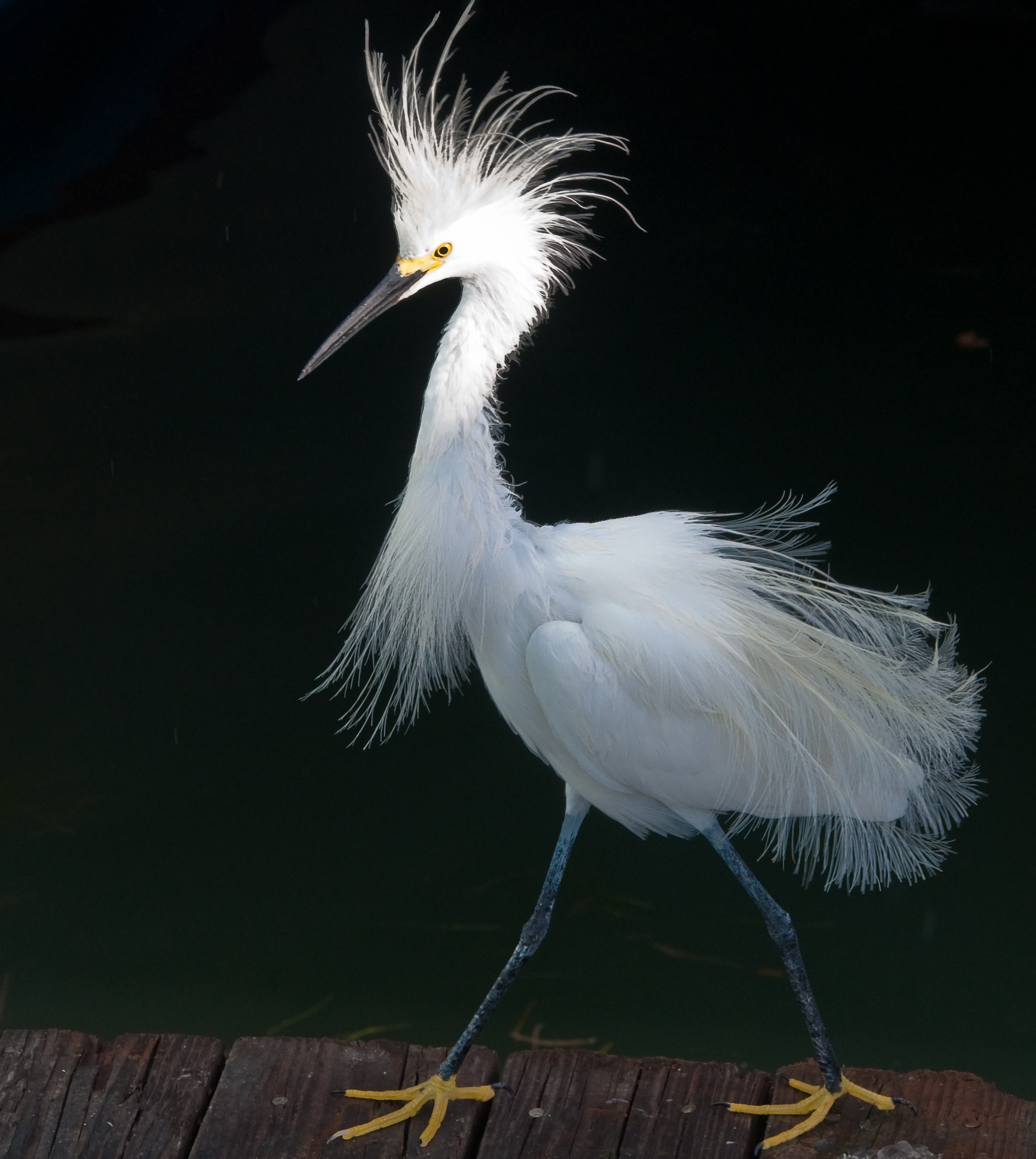
قار برفی در حال نمایش پرهایش. این نوع حواصیل یکی از ساکنان جزیره برادر جنوبی است.

در ۱۹۷۵، شهردار نیویورک، جزیرهٔ برادر جنوبی را به قیمت ۱۰ دلار به همپتون اسکاورز (شرکت سرمایه‌گذاری در لانگ‌آیلند) فروخت. این شرکت هرسال مالیات املاک را می‌پرداخت، اما جزیره را توسعه نداد.
در نوامبر ۲۰۰۷، جزیره در یک معاملهٔ پیچیده خریداری شد که طی آن، دو میلیون دلار کمک مالی فدرال از برنامهٔ حفاظت از زمین ساحلی و رودخانهٔ اداره ملی اقیانوسی و جوی به انجمن حفاظت حیات وحش و شرکت توسعهٔ جامع POINT اختصاص یافت. سرانجام شرکت Trust for Public Land به نمایندگی از آن سازمان‌ها جزیره را تصاحب کرد و آن را به عنوان «پناهگاه حیات وحش» به ادارهٔ بوستان‌ها و تفریح شهر نیویورک اهدا کرد. جزیرهٔ برادر جنوبی، سیزدهمین جزیره‌ای بود که تحت صلاحیت ادارهٔ بوستان‌ها قرار گرفت.

## حیات وحش
هر دو جزیره، بخشی از یک پناهگاه تعیین شده حیات وحش هستند. از دههٔ ۱۹۸۰ تا اوایل دههٔ ۲۰۰۰، جزیرهٔ برادر شمالی، یکی از بزرگ‌ترین کلونی‌های تودرتوی حواصیل شب تاج‌سیاه در منطقه را پشتیبانی می‌کرد. با اینحال، تا ۲۰۰۸، این گونه، به دلایل نامعلوم جزیره را ترک کرد. پرستوهای خانگی از سازه‌های متروکه برای لانه‌سازی استفاده می‌کنند و می‌توان آن‌ها را در حال پرواز بر فراز جزیره دید.

## در فرهنگ عامه
در ژوئن ۲۰۰۹، جزیرهٔ برادر شمالی، در قسمت هشت (مسلح و بی‌دفاع) زندگی پس از مردم شبکه تلویزیونی هیستوری نمایش داده شد. در این برنامه، از جزیره به عنوان نمونه‌ای استفاده شد که بعد از چهل و پنج سال بدون حضور انسان، چه اتفاقی برای سازه‌ها می‌افتد. در کمدی موقعیت براد سیتی، قسمت «دختران کارگر» جزیره به نمایش درآمد و در قیمت «روز تواینینگ» هم به آن اشاره شد.
همچنین در قسمت «جزیره» سریال تلویزیونی فراموش نشدنی، به نمایش درآمد و در رمان «تغییر» نوشتهٔ ویکتور لاوال در ۲۰۱۷، مکانی است که زنان و کودکان در آن زندگی می‌کنند.